# Phaeographis
Phaeographis — рід лишайників родини Graphidaceae. Назва вперше опублікована 1882 року.

## Гелерея

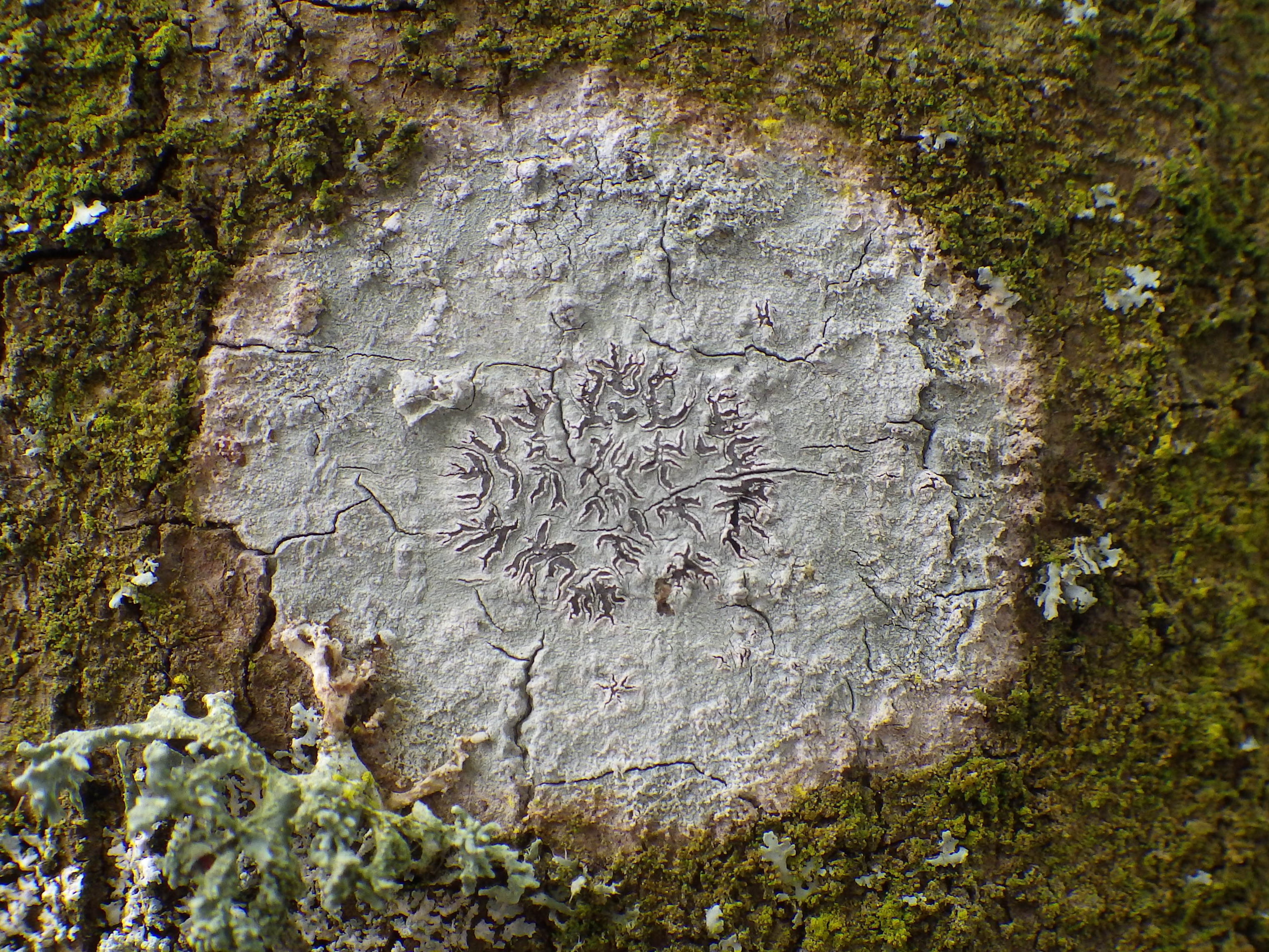
Phaeographis dendritica
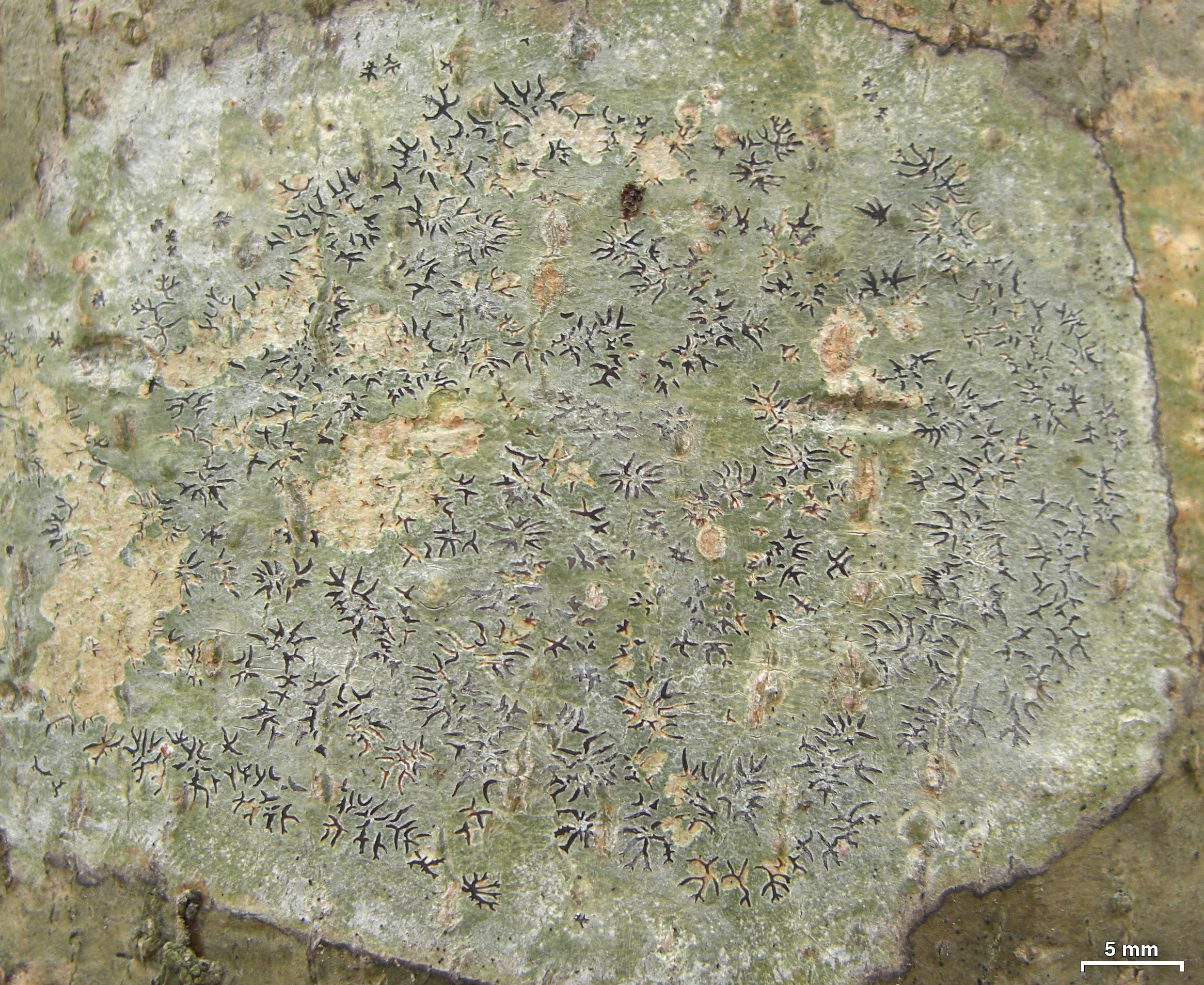
Phaeographis inusta
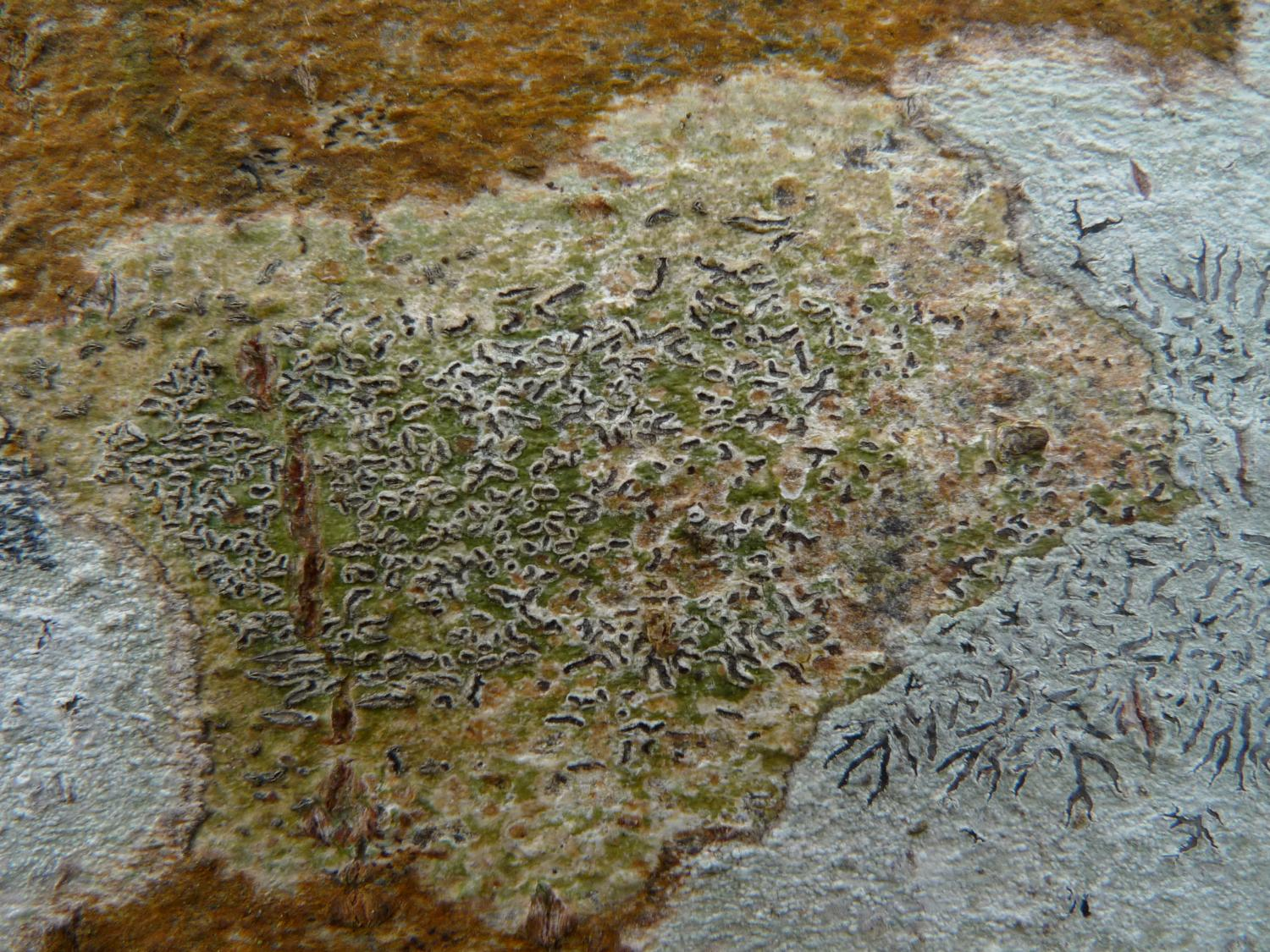
Phaeographis lyellii